# House of God
House of God jest dziewiątym studyjnym albumem duńskiego muzyka Kinga Diamonda.

## Fabuła
Podobnie jak większość albumów tego wykonawcy, teksty utworów tworzą zamkniętą historię. Tym razem dotyczy ona dziwnego kościoła (prawdopodobnie kościół św. Marii Magdaleny w Rennes-le-Château), do którego zwiedziony zostaje samotny wędrowiec. Kobieta-wilk, która rezyduje w świątyni uwodzi wędrowca i przekonuje go, aby uwolnił ją od pilnowania kościoła i zajął jej miejsce. Uwięziony przez pakt mężczyzna odwiedza katakumby, aby w jednej z krypt odnaleźć zwłoki należące prawdopodobnie do Chrystusa. Przekonuje się, że światem rządzą wyższe siły, a Bóg i Szatan są jedynie podległymi im istotami. Kryzys wiary doprowadza ostatecznie bohatera do samobójstwa, przed popełnieniem którego wypowiada słowa „This place is terrible” („Terribilis est locus iste”), które widnieją nad wejściem do wyżej wspomnianego kościoła.

## Lista utworów
1. Upon the Cross (1:44)
2. The Trees Have Eyes (4:46)
3. Follow the Wolf (4:28)
4. House of God (5:36)
5. Black Devil (4:28)
6. The Pact (4:10)
7. Goodbye (2:00)
8. Just a Shadow (4:37)
9. Help! (4:22)
10. Passage to Hell (2:00)
11. Catacomb (5:01)
12. This Place is Terrible (5:34)
13. Peace of Mind (2:32)

## Twórcy
- King Diamond – śpiew, instrumenty klawiszowe
- Andy LaRocque – gitara, instrumenty klawiszowe
- Glen Drover – gitara
- David Harbour – gitara basowa
- John Luke Hérbert – perkusja